# Комарица, Франьо
Франьо Комарица (хорв. Franjo Komarica; 3 февраля 1946) — католический епископ Баня-Луки (Босния и Герцеговина), с 2010 года председатель Конференции католических епископов Боснии и Герцеговины.

## Биография
Франьо Комарица родился 3 февраля 1946 года в деревне Новаковичи неподалёку от Баня-Луки в семье боснийских хорватов, был одним из 11 детей в семье. Начальное образование получил в Баня-Луке, затем обучался в католической гимназии Загреба и семинарии Джякова. После прохождения обязательной воинской службы поступил на факультет католической теологии Инсбрукского университета имени Леопольда и Франца, где проходил учёбу с 1968 по 1972 год.
По окончании университета 29 июня 1972 года был рукоположён в священники, после чего продолжил обучение в Инсбруке. В 1978 году защитил докторскую диссертацию по литургике. С 1978 по 1986 год преподавал в Высшей теологической школе в Сараеве.
28 октября 1985 года был возведён папой Иоанном Павлом II в сан епископа и назначен епископом-помощником епархии Бани-Луки и титулярным епископом Сатафиса. 6 января 1986 года состоялась хиротония, причём главным консекратором был сам папа Иоанн Павел II. 15 мая 1989 года после отставки баня-лукского епископа Адольфа Пихлера Франьо Комарица был назначен епископом на его место.

## Боснийская война
В 1992 году вспыхнула боснийская война, епархия, которую возглавлял епископ Комарица, находилась под сербским контролем. За время боевых действий с территории современной Республики Сербской бежали и были насильственно изгнаны более 220 тысяч католиков, по меньшей мере 400 человек было убито, включая пятерых священников. В епархии Баня-Луки было разрушено 98 % католических церквей.
В 1996 году епископ Комарица говорил:
Это этноцид или геноцид, так как  присутствие нации, её культуры и религии в настоящее время уничтожается. Все узнаваемые признаки нашего существования уничтожаются: церкви, монастыри, кладбища, памятники, имена...
Во время войны епископ выдвигал миротворческие инициативы, направленные на урегулирование конфликта, предоставлял убежище более 30 беженцам одновременно в своей собственной резиденции, причём как католикам-хорватам, так и сербам и мусульманам.

## После войны
После окончания войны Комарица встречался с президентом Республики Сербской Мирко Шаровичем, прося его расследовать исчезновения католических священников в ходе войны, вернуть незаконно экспроприированную церковную собственность и позволить беженцам-католикам вернуться в свои дома. Он также прилагал усилия к возвращению беженцев и оказанию им материальной помощи со стороны Церкви, а также восстановлению разрушенных церквей.
В 2004 году был номинирован на получение Нобелевской премии мира. Помимо церковной деятельности, ведёт активную общественную деятельность в области защиты прав человека. Автор нескольких теологических работ по литургике и книги «В защиту обездоленных», посвящённой жертвам войны.
В 2002—2005 и начиная с 2010 года занимает пост председателя Конференции католических епископов Боснии и Герцеговины.